# بخش میامی (شهرستان لوگان، اوهایو)
بخش میامی (به انگلیسی: Miami Township) یک منطقهٔ مسکونی در ایالات متحده آمریکا است که در شهرستان لوگان، اوهایو واقع شده‌است.
 بخش میامی ۵۹٫۸۷ کیلومتر مربع مساحت و ۲٬۳۴۹ نفر جمعیت دارد و ۳۰۹٫۹۹ متر بالاتر از سطح دریا واقع شده‌است.